# Kazuo Kashio
Kazuo Kashio (jap. 樫尾 和雄, Kashio Kazuo; * 9. Januar 1929 in Tokio, Japan; † 18. Juni 2018 ebenda) war Mitgründer des japanischen Unternehmens Casio.
Er schloss im März 1951 sein Studium an der Nihon-Universität ab. Er war verheiratet und hatte drei Kinder. 1950 schloss er sich dem von seinem Bruder Tadao Kashio in 1946 gegründeten Unternehmen Kashio Seisakujo (樫尾製作所, deutsch „Kashio-Werk“) an, aus dem 1957 die Firma Casio Computer Co., Ltd. hervorging. Er hat entscheidend zur Produktentwicklung insbesondere des ersten Taschenrechners von Casio beigetragen. 1957 wurde er Produktleiter von sämtlichen Casio-Produkten. 1965 wurde er Verkaufsleiter. Seit September 1988 war er Vorstandsvorsitzender von Casio.